# Fornham All Saints
Fornham All Saints is een civil parish in het bestuurlijke gebied St Edmundsbury, in het Engelse graafschap Suffolk. In 2001 telde het dorp 1137 inwoners.